# Freeform
Freeform為美國的有線電視網，屬於華特迪士尼電視集團旗下的華特迪士尼公司的全球公司的子公司。Freeform提供面向廣大觀眾、適合家庭收看到當代電視節目，同時也播放一些針對年輕女性的主要特色劇集與電影。節目包括離網重播的原始劇集、專題片、 電視原聲電影以及一些宗教節目。

其電視網建立於1977年，作為電視福音傳道士佩特·羅伯森的基督教電視台，而於1990年演變成家庭頻道（The Family Channel）。1998年被福斯兒童國際台（Fox Kids Worldwide Inc）買下，並更名為福斯家庭（Fox Family）。 2001年10月24日，福斯家庭頻道、福斯家庭全球（Fox Family Worldwide）及賽班娛樂一並售與華特迪士尼公司。 2015年10月6日，迪士尼ABC電視集團宣布ABC Family將於2016年1月12日起更名為Freeform。
截至2015年2月，Freeform在美國收費電視中約佔了94,406,000用戶（約佔電視用戶81.1%）。

## 歷史

### 早期歷史（1977年－1998年）
電視台成立於1976年，並命名為CBN衛星電視（CBN Satellite Service），为電視福音傳道士佩特·羅伯森的基督教電視台視博恩（Christian Broadcasting Network，簡寫）旗下的一環。值得注意的是，該電視台是美國第一個有線電視利用衛星傳輸方式分送信號至全國的一員（HBO於1975年9月首次以此方式發射）。1981年9月，更名為CBN有線電視網（CBN Cable Network），同時該年收視用戶增生至一百多萬。在這段期間，頻道採用更通俗的方式進行節目編排，並以混合現代與經典的方式製作面向家庭觀眾的系列及電影，同時保留了些電視福音傳教的宗教節目。
1988年8月1日，“家庭”（Family）一詞正式出現在其頻道名稱上，並正式更名為CBN家庭頻道，其剛好符合其製作理念。1990年，因該頻道獲得許多營利，這與號稱非營利為主的視博恩的立場相衝，因此視博恩將其賣給全球家庭娛樂（International Family Entertainment Inc.）（為羅伯森的兒子堤莫西·羅伯森創立，與有線電視巨頭約翰·C·馬龍部分共有），同年9月15日正式更名為家庭頻道。
作為「家庭頻道」時期，該頻道吸引不為廣告主需求的年長收視群，其僅三分之一的家庭收視族群包含兒童及青少年。於是家庭頻道開始播出一些以學齡前兒童、十歲初及青少年為目標，適合所有家庭成員觀看的電視節目。 1994年至1997年間，家庭頻道曾贊助賽車手泰德·瑪斯格雷夫。

### 福斯家庭（1998年－2001年）

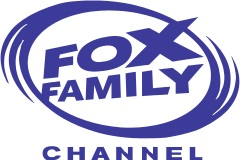
1998年至2000年

1998年，全球家庭娛樂出售家庭頻道。新聞集團開始進入關於買下家庭頻道股份並與全球家庭娛樂合作事宜的討論，並利用該頻道帶出電視製作公司賽班娛樂廣大的兒童節目庫。 同年6月12日，全球家庭娛樂被新聞集團與賽班娛樂合資創造的福斯兒童全球公司（Fox Kids Worldwide Inc.）收購，並更名為福斯家庭全球公司（Fox Family Worldwide Inc.），而家庭頻道於1998年8月15日正式更名為福斯家庭（FOX Family）。 由於所有權的變更，福斯家庭的運營從弗吉尼亞州維珍尼亞海灘（視博恩總部）遷移至新聞集團旗下其他有線電視網位在洛杉磯的公司。
在出售給福斯／賽班後，《700俱樂部》被縮減為一天播出兩集（出售時協議一天播出三集， 一集於日間播出，兩集於晚間播出），而晚間的播放被移出黃金時段並推遲至晚間11點播出（東部時區）。此後許多卡通正式加入該頻道播出時段，其中有些來自福斯兒童台的兒童節目庫，當時一天共有八小時的時間在播放卡通。然而，福斯家庭也成為播放外國節目的一員（主要播放國外英語節目），其中包括英國著名團體七小龍的電視系列，該系列也成為該頻道2000年代早期的重點節目；同時也會外購一些加拿大的電視節目。頻道主要在重播福斯兒童台的動畫及情境喜劇。
而福斯／賽班有意調整該頻道收視群，並打造雙收視群新型態－白天吸引兒童觀眾、晚上吸引家庭收視群。1999年，福斯將福斯家庭分拆成「男孩頻道」（Boyz Channel）與「女孩頻道」（Girlz Channel），以不同的節目型態吸引不同性別的觀眾，但此計畫於一年後告終，主因是不為有線電視供應商需求，同時陷入性別歧視等爭議。 當時迪士尼開創了以青少年男生為收視族群的迪士尼XD以取代卡通迪士尼，而原迪士尼頻道已轉向吸引青少年女生的特色節目（與福斯家庭理念類似）。
在尼爾森有線電視收視調查中，福斯家庭的收視率從第10名滑落至第17名，其黃金時段收視更下降了35%，這是年輕收視族群間的競爭越趨激烈與新聞集團及賽班爭奪所有權所導致的結果。一些觀測家認為趕走年長收視群並未真正取代其核心收視群，同時認為福斯雇用過多員工，而當迪士尼接手時，約有500人被解雇。

### 迪士尼收購與ABC家庭的開始（2001年－2006年）
2001年10月24日，華特迪士尼公司以2.9億美元收購了福斯家庭全球公司及賽班娛樂，2001年11月10日，頻道正式更名為ABC家庭（ABC Family）。
該頻道出售給華特迪士尼公司此舉被認為是迪士尼主席邁克·艾斯納任期中最大的錯誤，主因是迪士尼戰略企劃部正在進行收購動作時，並未詢問ABC任何人。 原定計畫為重播ABC劇集，然而ABC並未擁有所有旗下播放的電視劇集的權利，僅有由《華特迪士尼電視公司》與《試金石電視公司》（今ABC Studio）製作，《博偉電視公司》（今迪士尼ABC國內電視公司）發行的劇集的權利。 此段時間裡，該頻道僅能播出《特務A》、《Less than Perfect》與《Life with Bonnie》等由試金石電視公司製作之劇集。即便如此，迪士尼仍嘗試改變頻道的節目核心，迪士尼取消了一些福斯家庭時期的電視影集，如《天賜人生》等，同時也縮減了電視電影的製作。
下一個重要計畫是重新將頻道推向市場，並以大學生、年輕女性與現代青年為收視族群目標，因此決定將頻道更名為（與ABC對比）。然而，迪士尼卻發現當時視博恩出售此頻道給全球家庭娛樂時，表明不管所有權轉讓至何者手上，“家庭”一詞必須永久使用。這表示迪士尼得關閉福斯家庭並得另外創立XYZ電視網，但有線電視與衛星電視供應商並無義務將福斯家庭的空位騰出給XYZ。2003年，該頻道使用了“The XYZ”作為帶狀節目的總稱，並以上述族群為收視目標。
羅伯森的其他規定事宜還有必須播出《700俱樂部》（一次兩集）、視博恩脫口秀《Living the Life》（現改為《The 700 Club Interactive》）以及每年在《超級碗》前舉辦的一整天的視博恩募款活動。後羅伯森因對於委內瑞拉總統烏戈·查維茲的批評，以及有關同性戀、女權主義等爭議言論，使得ABC Family與其劃清界線。2005年8月29日，ABC家庭宣布免責聲明，表示視博恩節目上之言論並不代表ABC家庭立場。

### ABC家庭（2006年－2016年）
2006年8月，ABC家庭推出新口號“一種新的家庭”（A New Kind of Family）以及新的視覺風格。2006年8月31日，ABC家庭終止了於2002年開始的早間兒童節目帶狀塊Jetix。在結束Jetix後，ABC家庭不再有以十歲初為收視群的節目，其節目改至姐妹台迪士尼頻道播映。
儘管該頻道與迪士尼頻道有著類似的收視族群，但其僅播出過少數迪士尼頻道自製節目。然而，該頻道仍常播映一些由迪士尼明星演出的節目，包括希拉蕊·朵芙、強納斯兄弟、艾希莉·提斯代爾、黛咪·洛瓦托與賽琳娜·戈梅茲等人。
2007年10月，ABC家庭重新設計其官網，使其顯得更加現代化。同年，其自製科幻電視劇《天賜》獲得該台最高收視紀錄。於2008年，此紀錄被《青春密語》打破，後再度於2011年被《錯位青春》以330萬的收視打破紀錄。其後，ABC家庭開始推出更多以年輕人為收視目標（特別以女性觀眾為主）的影集，如著名影集《體操公主》、《謊言遊戲》等，情境喜劇《憨管家俏主人》、《少男老爸》與《美味新關係》等。

### 重塑品牌形象與Freeform（2015年－至今）

Freeform初期標誌（2016年1月12日至2018年1月18日）

2014年12月3日，綜藝雜誌報導表示ABC Family高層提出了於2015年早些重新開台的計畫，其中包括重新命名、設計新標誌或是製播偏向千禧一代收視族群的節目（非家庭或青少年收視群）等的選項。 2015年4月14日，ABC Family高層宣布電視網在2015–2016年間將以介於14－34歲年齡層被稱為「becomers」的青少年與年輕成人為主要目標收視群，而非典型的「千禧一代」（millennials）。
2015年10月6日，迪士尼ABC電視集團宣布ABC Family將於2016年1月12日起，更名為Freeform，而之所以會選擇該日重新命名是因為恰逢原創系列的回歸以及全新系列的首播。然而，許多人認為重新將電視網命名是不可行的，原因是此舉可能會違反當初與CBN的協定（不管所有權轉讓至何者手上，電視網名稱都必須要有“家庭”一詞），就如同先前欲將名稱更為XYZ的情形一致，但電視網主席湯姆·埃夏姆（Tom Ascheim）表示該條例從未出現在合約之中。

電視網預計至2020年間將原創節目擴充至現今的1倍左右，同時Freeform將繼續製播ABC Family品牌旗下的原創系列，其中包括以家庭為收視目標的系列以及劇情片、萬聖節13夜與聖誕節25日等特別節目以及宗教節目。

## 外部鏈接
- 官方网站（英文）
- Inside Freeform（页面存档备份，存于）（英文）
- Disney–ABC Press（英文）